# عبقري (مسلسل)
العبقري (بالتركية: Deha)‏ هو مسلسل أكشن درامي تركي عرض لأول مرة في 22 سبتمبر 2024. من إنتاج القمر للإنتاج، وإخراج أوموت آرال، وتأليف داملا سيريم. بطولة أراس بولوت إينيملي واوجور بولات وتانر أولماز وأونور صايلاك .

## قصة المسلسل
عبقري الرياضيات ديفران، بعد تقديمه لنظرية رائدة في أطروحته للدكتوراه، يخطط للحصول على منحة دراسية من الجامعة والسفر إلى أمريكا مع حبيبة طفولته، إسمي. رغم تحقيقه لهذا النجاح الكبير الذي يتحدث عنه الجميع، هناك شخص واحد فقط يهمه أن يسمع عن إنجازه: والده إسكندر، الذي تخلى عن عائلته منذ سنوات. ورغم رغبته الشديدة في إبعاد عائلته عن والده إسكندر، يجد ديفران نفسه عاجز عن منع شقيقه الأصغر، بوران، من الوقوع تحت تأثير والدهم. إسكندر، بدوره، لديه خطط مختلفة لبوران، الذي يظهر في حياته بعد سنوات من الغياب. عندما يدخل بوران عالم إسكندر، تتغير مسارات حياة ديفران بشكل غير متوقع ويضطر إلى إعادة ترتيب أولوياته.

## الممثلين والشخصيات
| ممثلين               | شخصيات            | ملاحظة                                                     |
| الشخصيات الرئيسية    | الشخصيات الرئيسية | الشخصيات الرئيسية                                          |
| -------------------- | ----------------- | ---------------------------------------------------------- |
| أراس بولوت إينيملي   | ديفران كاران      | إنه عبقري عانى من صدمات الأب.                              |
| اوغور بولات          | اسكندر كاران      | هو والد ديفران.                                            |
| تانر أولمز           | جسور كاران        | إنه الأخ غير الشقيق لديفران. ينفذ أعمال والده المظلمة.     |
| أونور سايلاك         | صوفي / علي حيدر   | معلم ديفران.                                               |
| ميليس سيزين          | إمري              | ابنة آيسل والدها نجات شاه اوغلو قتل. اخت جسور من الأم      |
| احسن ايروغلو         | إسمي              | حب طفولة ديفران.                                           |
| اورهان دينيز         | صرب كاران         | ابن ديفران.                                                |
| الشخصيات ثانوية      |                   |                                                            |
| سيدا أكمان           | آسيل كاران        | زوجة الكسندر الثانية. والدة جسور وإمري                     |
| زحل جينجر            | جولسي كاران       | هي والدة ديفران.                                           |
| إميل جوكسو           | كافيدان كاران     | جدة ديفران. والدة الكسندر.                                 |
| تانر روميليا         | غراب              | اخو حاكم الاصغر                                            |
| سينك كانجوز          | القاضي نالكوباران | حاكم                                                       |
| أوموتكان أوتيباي     | يامان كاران       | الأخ الأكبر لديفران.                                       |
| إيلول إرسوز          | سيلان كاران       | شقيق ديفران. توأم بوران.                                   |
| أوغولكان أرمان أوسلو | فيرمان كاران      | الأخ الأكبر لديفران.                                       |
| عبدالرحمن يونس أوغلو | جنكيز             | صديق قادر. يشغل موقف للسيارات.                             |
| جاغري أتاكان         | قادير             |                                                            |
| الشخصيات منتهية      |                   |                                                            |
| تشايان إيفي آك       | بوران كاران       | شقيق ديفران. توأم سيلان. أطلق عليه رجل الحكيم النار وقتله. |

## موعد العرض
| الموسم | يوم العرض والوقت                 | بداية الموسم   | نهاية الموسم | عدد الحلقات | بداية ونهاية الموسم | الموسم التلفزيوني | القناة   |
| ------ | -------------------------------- | -------------- | ------------ | ----------- | ------------------- | ----------------- | -------- |
| 1      | كل الأحد 20.00 (بالتوقيت التركي) | 22 سبتمبر 2024 | 18 مايو 2025 | 31          | 31-1                | 2025-2024         | شو تي في |

## وصلات خارجية
- العبقري على موقع IMDb (الإنجليزية)
- العبقري على موقع قاعدة بيانات الفيلم (الإنجليزية)